# Jemen-Krise
Die Jemen-Krise ist eine Mischung interner Konflikte konfessioneller und politischer Natur, die seit Anfang des 21. Jahrhunderts im Jemen stattfinden. Derzeit ist das Land von zwei Aufständen betroffen: dem der salafistisch-dschihadistischen al-Qaida auf der arabischen Halbinsel und den angeschlossenen Gruppen seit 2001 und dem 2004 durch die Huthi ausgelösten Huthi-Konflikt.
Die jemenitische Krise intensivierte sich als Jemenitische Revolution 2011–2012, die als Teil des Arabischen Frühlings das diktatorische Regime Ali Abdullah Salihs von der Macht entfernte. Nachdem Salih Anfang 2012 als Teil einer zwischen der jemenitischen Regierung und Oppositionsgruppen vermittelten Vereinbarung zurücktrat, bemühte sich die vom bisherigen Vizepräsidenten Abed Rabbo Mansur Hadi geführte neue Regierung, die turbulente politische Landschaft des Landes zu vereinigen und die Bedrohungen durch Militante wie al-Qaida und die seit Jahren aufständischen Huthis unter Kontrolle zu bringen. 2014 nahmen die Huthi die Hauptstadt Sanaa ein und zwangen Hadi, eine Einheitsregierung mit anderen Gruppen zu bilden, während die Hauptstadt stark terroristischen Operationen von al-Qaida ausgesetzt war. Nachdem die Verhandlungen mit anderen Gruppen, unter anderem der sunnitischen al-Islah scheiterten, übten die Rebellen weiterhin starken Druck auf die geschwächte Regierung aus, sodass der Präsidentenpalast und die private Residenz des Präsidenten Ziel von Angriffen blieben. Hadi erklärte im Januar 2015 zusammen mit seinen Ministern seinen Rücktritt, was vom jemenitischen Parlament zurückgewiesen wurde. Im folgenden Monat erklärten die Huthis ihre Kontrolle über die Regierung, lösten das Parlament auf und installierten ein Interim-Revolutionskomitee unter der Führung von Mohammed Ali al-Huthi, Vetter des Huthi-Führers Abdul-Malik al-Huthi.
Der Südjemen-Aufstand endete im März 2015 und mündete in den Jemenitischen Bürgerkrieg. Am 25. März 2015 begann die Militärintervention im Jemen. Sie wird von Saudi-Arabien geleitet, die anderen daran beteiligten Staaten sind Ägypten, Bahrain, Jordanien, Katar, Kuwait, Marokko, der Senegal, der Sudan und die Vereinigten Arabischen Emirate. Die erste Phase der Militärintervention hieß Operation Decisive Storm, die von der Operation Restoring Hope abgelöst wurde.

## Insurrektionen im Jemen
Es geht es um folgende Insurrektionen:

### Salafistisch-Dschihadistische Erhebungen
Al-Qaida ist seit 1990 im Jemen vertreten. Im Jahr 2000 führte sie ihren ersten Angriff gegen die Streitkräfte der Vereinigten Staaten mit einem Anschlag gegen den US-Zerstörer Cole durch, bei dem 17 Marineangehörige getötet wurden. Dieser Angriff, wie auch die Terroranschläge am 11. September 2001, bewegten schließlich die jemenitische Regierung, eine Offensive gegen die Dschihadisten zu beginnen.
Der saudi-arabische Zweig von al-Qaida wurde 2003 des Königreiches verwiesen und fand Zuflucht im Jemen. Im Januar 2009 fusionierten die saudischen und jemenitischen Zweige al-Qaidas, um al-Qaida auf der arabischen Halbinsel (AQAP) zu bilden.
Gleichzeitig gingen die Vereinigten Staaten dazu über, regelmäßig Luftangriffe mit Drohnen gegen al-Qaida durchzuführen. 2014 wurden mit Zustimmung der New America Foundation 124 Dschihadisten und vier Zivilisten in 19 Einfällen getötet.
AQAP kämpft auch gegen die Huthis.

### Huthi-Aufstand
Die Huthis sind schiitische Zaiditen, die seit 2004 gegen die Streitkräfte des jemenitischen Staats Widerstand leisteten, aber auch gegen al-Qaida auf der arabischen Halbinsel. Im Nordwesten des Landes aktiv, prangerten sie die Marginalisierung der zaiditischen Minderheit sowie die Ungleichheit und Unterentwicklung der Region an. Sie werden vom Iran unterstützt und nehmen auch eine kritische Haltung gegenüber der Allianz des Jemen mit Saudi-Arabien und den Vereinigten Staaten ein. 2011 nahmen sie an der jemenitischen Revolution teil. Im Februar 2014 wurde verkündet, dass der Jemen ein Bundesstaat sein solle. Die Huthis starteten dann im September eine große Offensive, um ihr Einflussgebiet zu erweitern und einen Teil der politischen Macht an sich zu ziehen.

### Aufstand der Separatisten des Südens
Die Bewegung des Südens (auch al-Hirak oder Separatistische Bewegung des Südens genannt) wurde 2007 gegründet, trotz der Vereinigung des Jemen, als Resultat des
Jemenitischen Bürgerkriegs, der einen Sieg des Nordens brachte. Diese Bewegung bekam in vielen Gegenden des Nordens Zulauf, was zu einem Anstieg der manchmal gewalttätigen Spannungen und Zusammenstöße mit Regierungskräften führte.

## Arabischer Frühling
Die als Arabischer Frühling bekannte Serie von Protesten begann mit der tunesischen Revolution und erfasste kurze Zeit später auch den Jemen. Der Jemen war ein armes Land mit einer weithin als korrupt erachteten Regierung, mit einer großen Zahl Waffen in privater Hand. Bis 2011 war das Land schon mit Herausforderungen mit al-Qaida verbundenen Kämpfern sowie Separatisten des Südens und zaiditischen schiitischen Rebellen im Norden konfrontiert. Der Jemen hatte sich erst 1990 vereinigt, die tiefen Trennungen zwischen dem Nord- und Südjemen bestehen weiterhin.

## Geschichte

### Proteste gegen Saleh

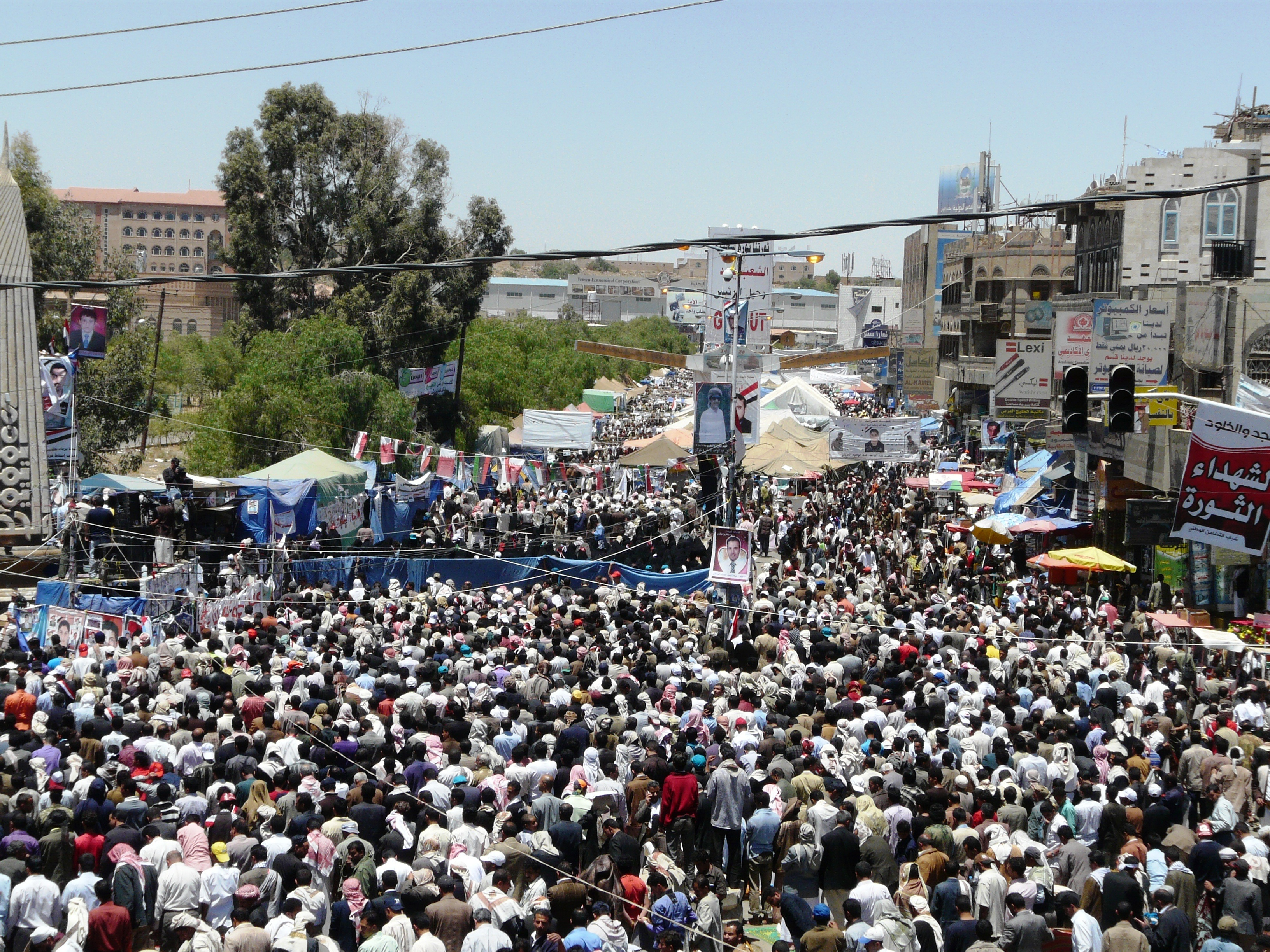
Protestierende in Sanaa am 4. April 2011, während der Eingangssphasen der Jemenitischen Revolution.

Die Volksproteste brachen Anfang 2011 aus und wurden von säkularen wie islamischen Oppositionsgruppen geführt. Die seit langem bestehenden Rebellengruppen wie die Huthis und die Bewegung des Südens beteiligten sich auch an den Protesten. Saleh reagierte mit gewalttätiger Repression, das Land zerfiel fast in einem Bürgerkrieg, nachdem verschiedene Teile der Armee mit der Regierung gebrochen hatten und sich ab März mit den Protestlern zusammenschlossen.
Saleh wurde (wahrscheinlich in einem versuchten Attentat) fast getötet, als eine Bombe in einer Moschee explodierte, wo er und andere hohe Amtsträger der Regierung am 3. Juni 2011 beteten. Obwohl sein Zustand zunächst schlecht schien, erholte sich Saleh und kehrte am 23. September nach mehreren Monaten medizinischer Behandlung ins Amt zurück. Während seiner Abwesenheit übernahm Vizepräsident Hadi die Regierungsgeschäfte. Als Interimspräsident traf sich Hadi mit der Opposition und zeigte Bereitschaft zur Öffnung gegenüber politischen Reformen. Allerdings verwarf er die Idee, Saleh gegen dessen Willen abzusetzen.

### Vermittelte Vereinbarung
Der Golf-Kooperationsrat übte keinen Druck auf Saleh aus, ein Ende des Aufstands zu verhandeln, indem er die Macht aufgäbe. Wochen nach seiner Rückkehr aus Saudi-Arabien erklärte Saleh schließlich am 23. November 2011 seine Bereitschaft, zurückzutreten, im Gegenzug erhielt er Immunität. Als Teil des Abkommens stimmte die Opposition zu, dass Hadi bei der Präsidentschaftswahl 2012 ohne Oppositionskandidat antrat.

### Belagerung von Dammaj
Währenddessen belagerten die Huthi-Rebellen eine von Salafisten beherrschte Stadt im Norden des Landes in der Muhafazah Gouvernement Saʿda, Dammaj. Die Kämpfe verstärkten sich im November und Dezember 2011. Die jemenitischen Streitkräfte waren durch die Krise im Rest des Landes nicht imstande, die Ordnung wiederherzustellen.

### Wahl von Hadi (2012)

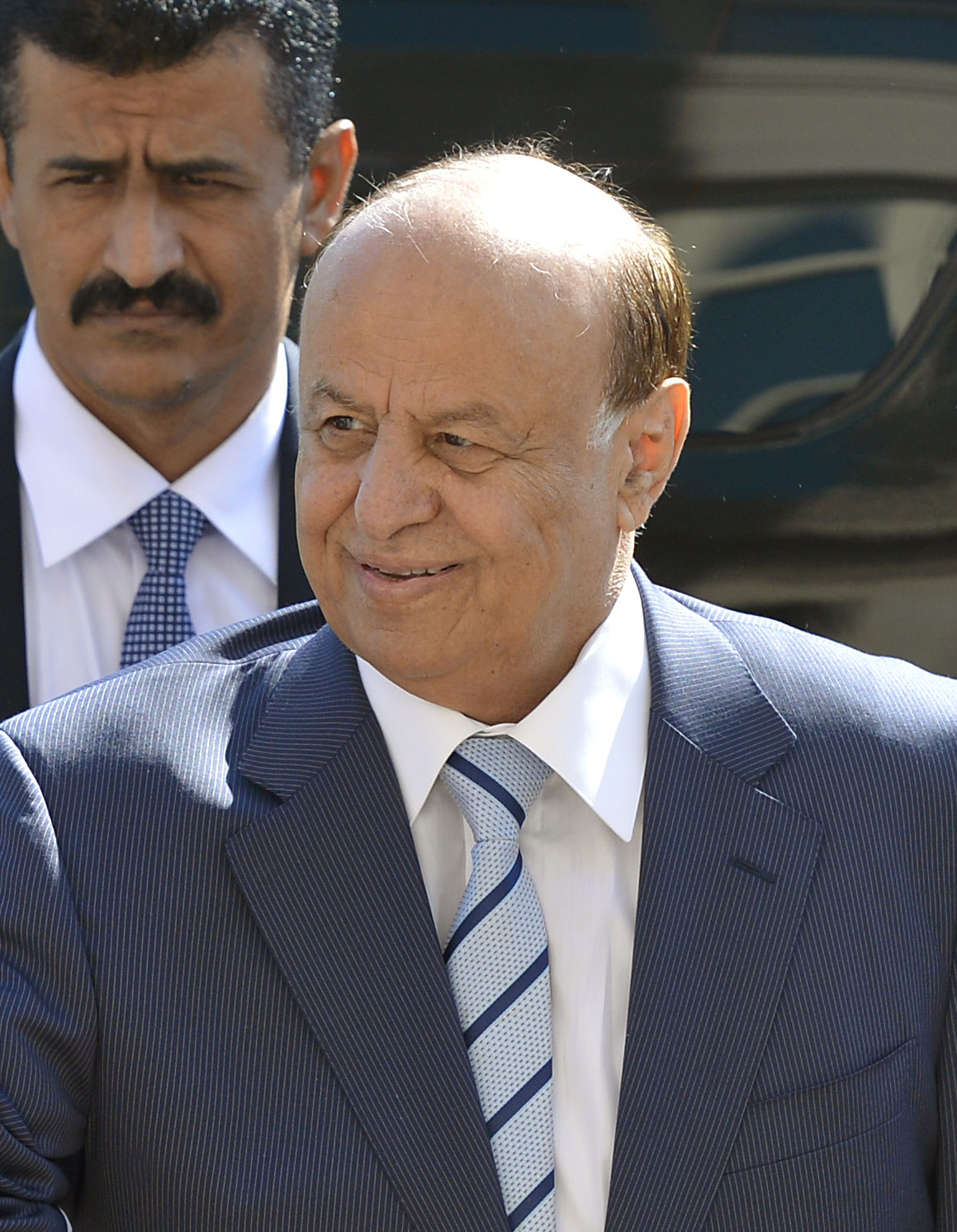
Abed Rabbo Mansur Hadi, der zweite Präsident des Jemen.

Obwohl Hadi ohne Opposition antrat und zum Präsidenten gewählt wurde, wurde seine Wahl am 24. Februar 2012 allgemein als Abschluss der Revolution, die ein Jahr vorher stattgefunden hatte, angesehen. Hadi, ein Mann aus dem Süden, genoss vor allem im ehemaligen Südjemen Unterstützung, beschwichtigte die Gerüchte einer Abspaltung des Südens, obwohl die Bewegung des Südens, wie auch die Huthis, die Wahl boykottierte. Hadi räumte den Rebellen keine Sitze in seinem Kabinett ein.

### Dammajer Zusammenstöße gehen weiter
Der Konflikt in Dammaj flammte im April 2012 wieder auf, als Kämpfe zwischen Mitgliedern des Huthi-Stammes und salafistischen Studenten ausbrachen. Beide Seiten beschuldigten sich gegenseitig, eine Waffenruhevereinbarung zu brechen.

### Hadi auf dem Vormarsch
Die Verhandlungen für nationale Versöhnung wurden mit der Teilnahme vieler separatistischer Elemente sowie den Huthis durchgeführt.
Neun Jahre nach dem Tod von Hussein Badreddin al-Huthi, übergab die jemenitische Regierung die sterblichen Überreste des Huthi-Patriarchen seiner Familie. Er wurde im Juni 2013 im Norden des Jemen in Anwesenheit eines Vertreters der Hadi-Regierung beerdigt.
Hadi besuchte die Vereinigten Staaten, einen fundamental wichtigen Verbündeten im Ausland, im Juli 2013. Die Vereinigten Staaten hoben auch ihr Verbot der Verlegung von Gefangenen ihres Gefangenenlagers der Guantanamo Bay Naval Base, in der Nähe Kubas, in den Jemen, auf.
Trotzdem schob Saudi-Arabien 2013 circa 300.000 bis 400.000 jemenitische Wanderarbeiter in ihr Herkunftsland ab, was einen Zustrom armer landloser Jemeniten in den Norden des Jemen verursachte.

### Neue Zusammenstöße (2013)
Der Konflikt zwischen Huthis und Salafisten im Gouvernement Saʿda flammte im Oktober und November 2013 wieder auf. Regierungsbehörden in Saʿda beschuldigten Huthi-Kämpfer, eine salafistische Moschee in Dammaj in einem Versuch, die Sunniten hinauszutreiben, angegriffen zu haben, während die Huthis die Salafisten beschuldigten, die religiöse Institution als Lager für ausländische sunnitische Kombattanten zu verwenden. Die Regierung versuchte zu intervenieren und die Kämpfer zu stoppen.
Konfessionalistische Zusammenstöße im Gouvernement al-Dschauf hielten das ganze Jahr an. Im Gouvernement Dhamār ereigneten sich auch gegen Ende des Jahres Zusammenstöße zwischen Huthis und Salafisten.

### Der schiitisch-sunnitische Konflikt breitet sich aus (2014)
Zusammenstöße in Dammaj breiteten sich bis Januar in die Provinz ʿAmrān aus. Die Huthis errangen einen Sieg in Saada, als die jemenitische Regierung ein Übereinkommen, nach dem salafistische Kämpfer und ihre Familien in die benachbarte Provinz Al-Hudaida evakuiert würden, vermittelte. Berichten zufolge hinderten die Huthis seitdem trotz einer unterzeichneten Vereinbarung die Regierungstruppen, am Einsatz in vollem Umfang im ganzen Land.
Kämpfe in der Provinz ʿAmrān verschärften sich während des Jahres, als Zusammenstöße zwischen Huthis und Anhängern der islamischen Partei Al-Islah zu einer Machtübernahme der Huthis in der ganzen Provinz führten. Der Konflikt breitete sich bis Juli in den Mohafazah Sanaa aus.

#### Huthis nehmen Sanaa ein
Die Huthis verlangten Mitte 2014 Zugeständnisse zur Lösung ihres Langzeitaufstands gegen den jemenitischen Staat. Der Aufstand verschärfte sich dramatisch, als die Huthi-Kämpfer nach Sanaa, der Hauptstadt vorrückten, und im September 2014 während einiger Tage tatsächlich die Kontrolle über die Stadt vom jemenitischen Militär übernahmen. Die Streitkräfte von General Ali Mohsen al-Ahmer ergaben sich nach kurzem Kampf den Huthis. Ex-Präsident Ali Abdullah Salih wurde weithin verdächtigt, hinter den Kulissen die Huthis zu unterstützen und ihnen bei ihrem Weg zur Machtübernahme zu helfen. Premierminister Mohammed Basindawa trat am 21. September 2014, als Teil einer Vereinbarung zur Beendigung der festgefahrenen Verhältnisse zurück.

### Versuch der Bildung der Einheitsregierung 2014
Die Huthis und die Regierung einigten sich am 21. September 2014, innerhalb eines Monats eine Einheitsregierung zu bilden. Dennoch wiesen die Huthis die ursprüngliche Wahl des Ersatzes als Premierminister für Hadi, Ahmad Awad bin Mubarak zurück. Der Erdölminister Chalid Bahah wurde stattdessen, mit Zustimmung der bewaffneten Gruppe ernannt. Die Huthis und der von Salih geleitete Allgemeine Volkskongress verkündeten abrupt am 8. November 2014, dass sie an der Nationalen Einheitsregierung nicht teilnehmen würden, da diese für sie nicht akzeptabel sei. Der Boykott führte zu Sanktionen gegen Salih und hohe Führungspersönlichkeiten durch den Sicherheitsrat der Vereinten Nationen und das Finanzministerium der Vereinigten Staaten.

### Machtübernahme der Huthis (2015)
Die Huthis erhöhten ihren Druck auf die geschwächte Regierung von Hadi, stürmten den Präsidentenpalast und militärische strategische Anlagen in Sanaa und beschossen am 20. Januar 2015 den privaten Wohnsitz des Präsidenten. Am folgenden Tag übernahmen sie die Kontrolle über das Haus von Hadi und stellten vor dem Haus Wachen auf, um ihn unter Hausarrest zu stellen. Hadi, Premierminister Chaled Bahah und das Kabinett traten am darauf folgenden Tag zurück mit der Begründung, dass sie unter den Bedingungen, die ihnen die Huthis auferlegt hatten, nicht weiter arbeiten könnten. Die Rebellengruppe begrüßte den Rücktritt Hadis, aber hielt ihn weiter unter Hausarrest. Vier Mohafazah im Süden erklärten, dass sie alle Anordnungen aus Sanaa missachten würden. Das Parlament sollte am 25. Januar 2015 zusammenkommen, um die Möglichkeit, den Rücktritt Hadis unter der jemenitischen Verfassung anzunehmen oder abzulehnen, zu diskutieren, doch die Sitzung war nicht möglich, da die Huthis die Kontrolle über das Parlamentsgebäude übernahmen. Die Vereinten Nationen intervenierten, um eine Verhandlungslösung für, was viele im Jemen für einen Staatsstreich der Huthis hielten, zu versuchen.
Die Verhandlungen der UNO waren fruchtlos, das Ultimatum der Huthis an die politischen Gruppierungen des Jemen, eine Lösung zu finden, wurde nicht befolgt. Am 6. Februar 2015 erklärten die Huthis sich in der gänzlichen Kontrolle der jemenitischen Regierung, lösten das Parlament auf und installierten ein von Mohammed Ali al-Huthi geleitetes Revolutionskomitee, um den Staat provisorisch zu führen. Die Bekanntmachung löste Proteste in Sanaa und anderen Städten, vor allem im Süden, aus.

### Entwicklung nach dem Putsch
Die Reaktionen auf die Machtübernahme der Huthis waren weitgehend negativ, die Arabische Liga, der Golf-Kooperationsrat, die Vereinten Nationen und die Vereinigten Staaten weigerten sich, die Verfassungserklärung anzuerkennen, und lehnten die Herrschaft der Huthis ab. Da die Mehrheit der politischen Parteien den Putsch kritisierten, kündigte Jamal Benomar, der UN-Gesandte für den Jemen, am 8. Februar 2015 die Wiederaufnahme nationaler Verhandlungen über die Zukunft des Jemen an. Benomar bestätigte, dass die Huthis zugestimmt hätten, an Verhandlungen teilzunehmen. Der Generalsekretär der Vereinten Nationen, Ban Ki-moon, forderte Hadis Wiedereinsetzung als Präsident.